# Johann Borchard
Johann Borchard (gewirkt: 1490 bis 1510) war ein deutscher Buchdrucker und Verleger.

## Leben und Wirken
Die genauen Lebensdaten Johann Borchards sind nicht dokumentiert. Als Hamburger Bürger ist er seit 1490 verzeichnet. Er wohnte in einem Haus an der Ecke Pelzer- und Hundestraße. 1491 eröffnete er gemeinsam mit seinem Bruder Thomas, über den ebenfalls wenig bekannt ist, eine Druckerei. Es handelte sich um die erste und einzige Druckerei Hamburgs im 15. Jahrhundert. Die Brüder erstellten am 14. November 1491 ein einziges gemeinsames Buch: bei Laudes beatae Mariae virginis handelte es sich um das älteste in Hamburg gedruckte Werk, das mehrere Predigten von Jacobus de Voragine über die Gottesmutter Maria enthält. Vermutlich lagen den Brüdern die sonst nur selten verlegten Predigten handschriftlich vor; ggf. wurden sie dabei von einem Berater unterstützt.
Ab 1492 arbeitete Johann Borchard hauptberuflich als Buchhändler (Buchführer) und Kaufmann. Er hatte geschäftliche Kontakte nach Dänemark. Die Druckerei führte er alleine weiter und erstellte nur gelegentlich weitere Werke, letztmals 1509/10. Anhand der von ihm genutzten Lettern können ihm vier weitere Schriften aus dem Gesamtkatalog der Wiegendrucke zugeordnet werden: 1490/91 entstand ein Druck der Ars minor von Aelius Donatus, um 1491 ein Beichtspiegel des Rostocker Universitätsgelehrten Johannes Hane († um 1480); 1490 oder 1492 eine Ausgabe der Predigtsammlung Sermones Dormi secure von Johannes von Werden († 1437). Diese Werke sind in lateinischer Sprache verfasst. 1492 druckte Borchard ein niederdeutsches Prognosticon Johannes Virdungs.